# Hermann Winkler
Hermann Winkler (ur. 22 kwietnia 1963 w Grimmie) – niemiecki polityk i samorządowiec, deputowany do Parlamentu Europejskiego VII i VIII kadencji.

## Życiorys
Ukończył w 1988 studia inżynierskie na Uniwersytecie Technicznym w Magdeburgu. Dwa lata pracował w zakładach chemicznych w Lipsku. Następnie do 2001 pełnił funkcję zastępcy burmistrza Grimmy.
W 1988 wstąpił do Unii Chrześcijańsko-Demokratycznej. W latach 1990–1999 przewodniczył miejskim strukturom CDU w Grimmie, w latach 1992–1995 kierował saksońskim oddziałem chadeckiej młodzieżówki "Junge Union". Od 2005 stał na czele partii w powiecie Muldental, a po zmianach administracyjnych w 2007 objął przywództwo w powiecie Lipsk.
W okresie 1990–2009 wykonywał obowiązki posła do landtagu Saksonii. Od 2004 do 2007 był jednocześnie regionalnym ministrem stanu i szefem kancelarii.
W wyborach w 2009 z listy CDU uzyskał mandat posła do Parlamentu Europejskiego VII kadencji. Przystąpił do grupy Europejskiej Partii Ludowej, wszedł w skład Komisji Rozwoju Regionalnego. W 2014 z powodzeniem ubiegał się o europarlamentarną reelekcję.